# Cornelis Geurtz
Cornelis Jacobus (Cor) Geurtz (Rotterdam, 4 mei 1902 – aldaar, 21 augustus 2012) was de voor zover bekend oudste ingezetene van Nederland sinds de dood van de 109-jarige Geertruida Draaisma op 12 augustus 2011 tot aan zijn eigen dood één jaar later. Het was voor het eerst sinds het overlijden van Jan Machiel Reyskens (woonachtig in Nederland, maar altijd Belg van nationaliteit gebleven), op 7 januari 1990, dat de oudste ingezetene van Nederland een man was. Geurtz was al sinds 26 juni 2010 de oudste man van Nederland, na het overlijden van de eveneens 108-jarige Jos Wijnant. Hij vond het erg jammer om de oudste man van Nederland te worden, omdat hij zijn voorganger zo sympathiek vond.
Op zijn 100e zou Geurtz' huisarts hebben gezegd dat hij nog tien jaar mee kon, maar zelf twijfelde de honderdplusser of hij dat zou halen. Enkele directe familieleden van Geurtz werden ook erg oud: zijn beide zussen waren in de negentig bij hun overlijden, zijn moeder werd 99 jaar en een van zijn oma's werd ook ouder dan 90. Hij heeft nooit aan sport gedaan en zegt zo oud te zijn geworden door matig te leven en geen ruzie te maken. Geurtz stopte meer dan vijftig jaar geleden met roken.
Tot eind 2010 woonde Geurtz nog zelfstandig in een verzorgingshuis voor ouderen in Rotterdam. Sindsdien kon hij wegens een medisch probleem met zijn been niet meer zelfstandig wonen.
Sinds Jan Pieter Bos, die in december 2002 op ruim 111-jarige leeftijd overleed, was de oudste man van Nederland niet meer zo oud geweest. Tevens was Geurtz de laatste nog levende Nederlandse man die vóór 1905 geboren werd.
Hij overleed uiteindelijk op ruim 110-jarige leeftijd in zijn woonplaats Rotterdam, waar hij ook geboren was. Zijn opvolger als oudste ingezetene van Nederland was Egbertje Leutscher-de Vries en zijn opvolger als oudste levende man van Nederland was oud-minister Gerardus Philippus Helders.